# Ituano Futebol Clube
L'Ituano Futebol Clube, noto anche semplicemente come Ituano, è una società calcistica brasiliana con sede nella città di Itu, nello stato di San Paolo.

## Storia
La squadra è stata fondata il 24 maggio 1947 da dipendenti dell'Estrada de Ferro Sorocabana, con sede a Itu. Quando fu fondato, il club era originariamente conosciuto come Associação Atlética Sorocabana. Negli anni 1960, il club cambiò nome in Ferroviário Atlético Ituano e negli anni 1990 il club cambiò nuovamente nome, questa volta in Ituano Futebol Clube.
Nel 1977 un gruppo di sportivi di Itu unificò il calcio della città intorno al Ferroviário Atlético Ituano (FAI) e riattivò la Liga Ituana de Futebol. Nel 1978 il club prese parte alla Série A3, il terzo livello professionistico calcistico nello Stato di San Paolo. Venne promosso nella massima serie statale nel 1989, dopo aver conquistato il titolo della Série A2.
Nel 2002, l'Ituano divenne una delle poche squadre al di fuori dell'area metropolitana di San Paolo a vincere il Campionato Paulista.
Juninho Paulista, ex giocatore dell'accademia del club ed ex nazionale brasiliano, è diventato presidente del club nel 2010. Juninho è entrato a far parte della squadra nel ruolo di giocatore-presidente, aiutandola a evitare la retrocessione proprio all'ultima giornata della stagione 2010, realizzando la rete del 3-2 decisivo per la vittoria.
Nel 2014, l'Ituano ha vinto di nuovo il Campionato Paulista, dopo aver sconfitto il blasonato Santos ai calci di rigore.

## Palmarès

### Competizioni nazionali
- Campeonato Brasileiro Série C: 2

2003, 2021

### Competizioni statali
- Campionato paulista: 2

2002, 2014
- Campeonato Paulista Série A2: 1

1989

### Competizioni giovanili
- Trofeo Dossena: 1

2001

### Altri piazzamenti
- Campeonato Brasileiro Série D:

Promozione: 2019
- Campionato paulista:

Semifinalista: 2002
- Supercampeonato Paulista:

Finalista: 2002